# Urotrygon microphthalmum
Urotrygon microphthalmum  (лат.)  — вид рода Urotrygon семейства Urotrygonidae отряда хвостоколообразных. Обитает в тропических водах западной части Атлантического океана Встречается на глубине до 55 м. Максимальная зарегистрированная длина 25,4 см. Грудные плавники этих скатов образуют почти круглый диск. Хвост оканчивается листовидным хвостовым плавником. В средней части хвостового стебля расположен ядовитый шип. Размножается яйцеживорождением. Не является объектом целевого лова. 

## Таксономия
Впервые вид был научно описан в 1941 году. Видовой эпитет происходит от слов  μικρός — «маленький» и др.-греч. οφθαλμού — «глаз».

## Ареал
Urotrygon microphthalmum обитают в западной части Тихого океана у берегов Бразилии, Французской Гвианы, Гайаны, Суринама, Венесуэлы и Боливии. Эти донные рыбы встречаются на континентальном шельфе на глубине от 9 до 55 м, в Бразилии они попадаются на мелководье не глубже 2 м.

## Описание
Широкие грудные плавники этих скатов сливаются с головой и образуют почти круглый диск. Заострённое рыло образует тупой угол и выступает за края диска. Позади глаз расположены брызгальца. Брюшные плавники закруглены. Длинный тонкий хвост оканчивается узким листовидным хвостовым плавником. В центральной части хвостового стебля на дорсальной поверхности расположен шип. Дорсальная поверхность диска окрашена в серый цвет, брюхо белое. Максимальная зарегистрированная длина самцов и самок составляет 22,5 и 25,4 см, а ширина диска 11,5 и 13,3 см соответственно.

## Биология
Подобно прочим представителям семейства Urotrygonidae эти скаты размножаются яйцеживорождением. Самки, чей диск превышал в поперечнике 13 см, вынашивали два полностью сформировавшихся эмбриона, а у самцов с шириной диска 8 см были развитые птеригоподии.

## Взаимодействие с человеком
Эти скаты не являются объектом целевого лова. Вероятно, в качестве прилова они попадаются при коммерческом промысле. Международный союз охраны природы присвоил этому виду статус сохранности «Вызывающий наименьшие опасения».